# Ƭ
Cette page contient des caractères spéciaux ou non latins. S’ils s’affichent mal (▯, ?, etc.), consultez la page d’aide Unicode.
Ƭ (minuscule ƭ), appelé t crosse ou t crocheté, est une lettre additionnelle qui est utilisée dans l'écriture de certaines langues africaines, comme le sérère. Sa forme minuscule est également utilisée par l'alphabet phonétique international.

## Linguistique
Le t crocheté et d’autres lettres crochetées ‹ ɓ ƈ ɗ ɠ ƥ ƭ ƴ › sont utilisées dans l’orthographe du sérère définit par le décret no 71-566 du 21 mai 1971.
ƭ représente une consonne occlusive injective alvéolaire sourde, précisément transcrite par [ƭ] dans l'alphabet phonétique international de 1989 à 1993 et [ɗ̥] depuis.

## Représentations informatiques
Cette lettre possède les représentations Unicode suivantes :
| formes    | représentations | chaînes de caractères | points de code | descriptions                     |
| --------- | --------------- | --------------------- | -------------- | -------------------------------- |
| capitale  | Ƭ               | Ƭ                     | U+01AC         | lettre majuscule latine t crosse |
| minuscule | ƭ               | ƭ                     | U+01AD         | lettre minuscule latine t crosse |